# 万绳楠
万绳楠（1923年—1997年），江西南昌人，中国历史学家，集中于魏晋南北朝历史的研究。是安徽师范大学历史系教授。

## 生平
1942年国立十三中学毕业，同年考入国立西南联合大学历史系，1946年大学毕业，同年考取清华大学历史研究所，师从清华四大导师之一陈寅恪，1948年毕业，为陈寅恪的关门弟子。1949年後先後任教於安徽大学、合肥师范学院、安徽师范大学，為安徽大学历史系创办者之一。
在文化大革命中，他是安徽省第一个遭受批判斗争的高教界学术界知识分子、“反动学术权威”，1968年，全家被迫下放至安徽省利辛县李集人民公社（今安徽省亳州市利辛县大李集镇）劳动改造。1997年去世。

## 著作
著有《魏晋南北朝史论稿》、《魏晋南北朝文化史》、《中国长江流域开发史》、《文天祥传》（河南人民出版社，1985）、《冼夫人》（中华书局1982年出版），有论文发表於《光明日报》、《中国史研究》、《文史哲》、《安徽史学》等报刊。
据1940年代末陈寅恪在清华大学开设“魏晋南北朝史研究”的课程笔记，整理成《陈寅恪魏晋南北朝史讲演录》。